# Камуссо, Сузанна
Сузанна Камуссо (итал. Susanna Camusso; 14 августа 1955, Милан) — активистка итальянского профсоюзного и женского движения.

## Биография
Сузанна Камуссо родилась в Милане 14 августа 1955 года. В возрасте двадцати лет, будучи студенткой (изучала античную литературу), начала работать в миланском отделении Профсоюза трудящихся металлообрабатывающей промышленности (FLM). До 1994 состояла в Итальянской социалистической партии. С 1977 по 1997 год руководила миланским отделением Федерации служащих и рабочих металлообрабатывающей промышленности (FIOM), затем возглавила региональное отделение этой Федерации в Ломбардии и вошла в её национальный секретариат, где курировала трудовые отношения в автомобильной и металлургической промышленности. Позднее Камуссо вошла в ломбардский региональный секретариат Федерации трудящихся агроиндустрии (FLAI), а в 2001 году избрана генеральным секретарём отделения ВИКТ в Ломбардии.
В 2008 году вошла в национальный секретариат ВИКТ, а 8 июня 2010 года избрана заместителем генерального секретаря ВИКТ. В ноябре 2010 года сменила Гульельмо Эпифани в должности генерального секретаря этого профобъединения, получив на выборах 79,1 % голосов. Накануне парламентских выборов 2018 года поддержала не Демократическую партию, с которой традиционно связана ВИКТ, а более левую коалицию «Свободные и равные».
24 января 2019 года на съезде профобъединения в Бари Камуссо согласно уставу организации по завершении двух сроков полномочий генерального секретаря не имела права вновь выставить свою кандидатуру, и новым лидером ВИКТ был избран Маурицио Ландини, получивший 92,7 % голосов делегатов.